# بنو النضير

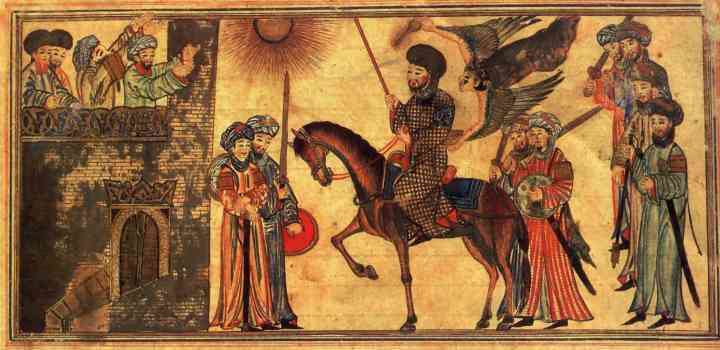

بنو النضير، هي قبيلة يهودية، كانت تسكن غرب شبه الجزيرة العربية، حتى القرن السابع الميلادي في المدينة المنورة (يثرب)، قام النبي محمد بن عبد الله، بطردهم من المدينة المنورة بعد أن قام بغزوهم.

## لمحة تاريخية
عاش «بنو النضير» في المدينة لقرون، ثم طردهم النبي محمد منها، بعد أن أعلن قيام دولته، فلما أرادوا الخروج، أخذوا كل شي يستطيعونه وهدموا بيوتهم وساروا، فمنهم من نزل خيبر على بعد مائة ميل من المدينة ومنهم من نزل في ناحية جرش بجنوب الشام، ولم يسلم منها غير اثنين.
و قد ذكر القرآن هذه الحادثة في سورة الحشر في قوله تعالى: ﴿سَبَّحَ لِلَّهِ مَا فِي السَّمَاوَاتِ وَمَا فِي الْأَرْضِ وَهُوَ الْعَزِيزُ الْحَكِيمُ ۝١ هُوَ الَّذِي أَخْرَجَ الَّذِينَ كَفَرُوا مِنْ أَهْلِ الْكِتَابِ مِنْ دِيَارِهِمْ لِأَوَّلِ الْحَشْرِ مَا ظَنَنْتُمْ أَنْ يَخْرُجُوا وَظَنُّوا أَنَّهُمْ مَانِعَتُهُمْ حُصُونُهُمْ مِنَ اللَّهِ فَأَتَاهُمُ اللَّهُ مِنْ حَيْثُ لَمْ يَحْتَسِبُوا وَقَذَفَ فِي قُلُوبِهِمُ الرُّعْبَ يُخْرِبُونَ بُيُوتَهُمْ بِأَيْدِيهِمْ وَأَيْدِي الْمُؤْمِنِينَ فَاعْتَبِرُوا يَا أُولِي الْأَبْصَارِ ۝٢ وَلَوْلَا أَنْ كَتَبَ اللَّهُ عَلَيْهِمُ الْجَلَاءَ لَعَذَّبَهُمْ فِي الدُّنْيَا وَلَهُمْ فِي الْآخِرَةِ عَذَابُ النَّارِ ۝٣ ذَلِكَ بِأَنَّهُمْ شَاقُّوا اللَّهَ وَرَسُولَهُ وَمَنْ يُشَاقِّ اللَّهَ فَإِنَّ اللَّهَ شَدِيدُ الْعِقَابِ ۝٤ مَا قَطَعْتُمْ مِنْ لِينَةٍ أَوْ تَرَكْتُمُوهَا قَائِمَةً عَلَى أُصُولِهَا فَبِإِذْنِ اللَّهِ وَلِيُخْزِيَ الْفَاسِقِينَ ۝٥﴾ [الحشر:1–5].

## قتل حيي بن أخطب
«حيي بن أخطب»، زعيم «بني النضير» الذين طردهم النبي محمد، وكان حيي بن أخطب قد دخل مع بني قريظة في حصنهم بعد الجلاء، حين رجعت عنهم قريش وغطفان، وفاء لكعب بن أسد بما كان عاهده عليه.
جيْء بحيي بن أخطب، وعليه حلة له فقَّاحية قد شقها عليه من كل ناحية قدر أنملة لئلا يُسلبها، ويداه مجموعة إلى عنقه بحبل. فلما نظر إلى محمد، قال: أما والله ما لمت نفسي في عداوتك، ولكنه من يخذل الله يخذل، ثم أقبل على الناس، فقال: أيها الناس، إنه لا بأس بأمر الله، كتاب وقدر ملحمة، كتبها الله على بني إسرائيل، ثم جلس فتم ذبحه.
فقال «جبل بن جوال الثعلبي» في مقتل حيي بن أخطب:
لعمرك ما لام ابن أخطب نفسه * ولكنه من يخذل الله يخُذلِ
لجاهد حتى أبلغ النفس عذرها * وقلقل يبغي العز كل مُقلقَل

## الجلاء من المدينة المنورة
غزوة «بني النضير»، حدثت في السنة الرابعة للهجرة في ربيع الأول، في منازل «بني النضير» جنوب المدينة المنورة بين قوات المسلمين في المدينة ويهود بني النضير، الذين بلغ عددهم 1500. أتت هذه الغزوة بعد محاولة «يهود بني النضير» محاولة اغتيال الرسول محمد، إذا جاءهم طالباً مساعدتهم في دية قتيلين. عاد إلى المدينة وأرسل إليهم طالباً منهم الخروج من المدينة، فتحصنوا وحاصرهم عدة ليالي وبعد الحصار طلبوا إجلاءهم عن المدينة فوافق الرسول محمد شرط أن يأخذوا فقط، ما تحمله الإبل من دون السلاح.

## غزوة خيبر
لما قدم النبي محمد من الحديبية، مكث بالمدينة المنورة عشرين يوما، أو قريبا منها. ثم خرج إلى خيبر، وقد كانت مدينة كبيرة ذات حصون ومزارع على بعد ثمانين ميلا من المدينة في جهة الشمال، وقد أعلن ألا يخرج معه إلا راغب في القتال، فلم يخرج إلا أصحاب الشجرة وهم ألف وأربعمائة. فلما أشرف على خيبر أمر الجيش بالوقوف، ثم قال: «اللهم رب السماوات وما أظللن، ورب الأرضين وما أقللن، ورب الشياطين وما أضللن، ورب الرياح وما أذرين، فإنا نسألك خير هذه القرية وخير أهلها وخير ما فيها، ونعوذ بك من شر أهلها وشر ما فيها، أقدموا بسم الله».
وكانت خيبر منقسمة إلى شطرين، شطر فيها خمسة حصون: حصن ناعم، حصن الصَّعْب بن معاذ، حصن قلعة الزبير، حصن أبي وحصن النِّزَار. الحصون الثلاثة الأولى منها كانت تقع في منطقة يقال لها (النطاة)، أما الحصنان الآخران فيقعان في منطقة تسمي (بالشَّقِّ).
أما الشطر الثاني، ويعرف بالكتيبة، ففيه ثلاثة حصون فقط: حصن القَمُوص، حصن الوَطِيح وحصن السُّلالم.
وفي خيبر حصون وقلاع غير هذه الثمانية، إلا أنها كانت صغيرة، لا تبلغ إلى درجة هذه القلاع في مناعتها وقوتها.
وقد كانت راية جيش النبي محمد صلى الله عليه وسلم لعلي بن أبي طالب حيث أنه لما كانت ليلة الدخول ـ وقيل: بل بعد عدة محاولات ومحاربات ـ قال النبي: (لأعطين الراية غدًا رجلاً يحب الله ورسوله ويحبه الله ورسوله) فلما أصبح الناس غدوا عليه، كلهم يرجو أن يعطاها، فقال: (أين علي بن أبي طالب) فقالوا: يا رسول الله، هو يشتكي عينيه، قال: (فأرسلوا إليه)، فأتي به فبصق النبي صلى الله عليه وسلم في عينيه، ودعا له، فبرئ، كأن لم يكن به وجع، فأعطاه الراية.
وبات المسلمون الليلة الأخيرة التي بدأ في صباحها القتال قريبًا من خيبر، ولا تشعر بهم اليهود، وكان النبي إذا أتي قومًا بليل لم يقربهم حتى يصبح، فلما أصبح ركب المسلمون، فخرج أهل خيبر بمساحيهم ومكاتلهم، ولا يشعرون، بل خرجوا لأرضهم، فلما رأوا الجيش قالوا: محمد، والله محمد والخَمِيس، ثم رجعوا إلى مدينتهم، فقال محمد: (الله أكبر، خربت خيبر، الله أكبر، خربت خيبر، إنا إذا نزلنا بساحة قوم فساء صباح المنذرين).
وتدنى النبي محمد صلى الله عليه وسلم الأموال يأخذها مالاً مالا، ويغزوها حصناً حصنا، فكان أول ما غزا من حصونهم حصن ناعم، وقد أصاب منهم أسرى، منهن صفية بنت حيي بن أخطب، وبنتي عم لها؛ فأخذها لنفسه.
والقتال إنما دار في الشطر الأول من خيبر في النطاة والشق، أما الشطر الثاني في الكتيبة فحصونها الثلاثة مع كثرة المحاربين فيها سلمت دونما قتال، حيث حاصرهم محمد في حصونهم حتى سألوه أن أن لا يقتلهم.
فلما أراد أن يطردهم قالوا: نحن أعلم بهذه الأرض منكم. فدعنا نكون فيها. فأعطاهم إياها، على شرط أن يأخذ ثمرها وزرعها،

## وصلات خارجية
- اليهود في المدينة